# Самдруп-Джонгхар (дзонгхаг)
Самдруп-Джонгхар (дзонґ-ке བསམ་གྲུབ་ལྗོངས་མཁར་རྫོང་ཁག་, Вайлі Bsam-grub Ljongs-mkhar rdzong-khag) — дзонгхаг у Бутані, відноситься до Східного дзонгдею. Адміністративний центр — Самдруп-Джонгхар.
Дзонгхаг розташований вздовж індійського кордону, межуючи зі штатом Асам. В Асамі до району примикає територіальне об'єднання Бодоланд.
На території дзонгхагу розташовані заповідник Кхалінг і частково заказник Сактен.

## Адміністративний поділ
До складу дзонгхагу входять 11 гевогів:
| - Вангпху - Гомдар - Деватханг - Лангченпху - Лаурі - Марцала | - Оронг - Пематханг - Пхунцотханг - Самранг - Сертхі |

Деякі гевоги об'єднані в два дунгхаги: Самдрупчоелінг і Джхомоцангкха.